# Rostrum Records
Rostrum Records – niezależna wytwórnia muzyczna założona przez Benjy Grinberg w Pittsburgh, w stanie Pensylwania, w 2003 roku.